# Aion Y
Aion Y — компактный электромобиль-кроссовер, выпускаемый с 2021 года компанией GAC Group под брендом Aion. Концепт-кар был представлен в ноябре 2020 года на автосалоне в Гуанчжоу.

## История
Aion Y впервые был представлен в Гуанчжоу в ноябре 2020 года. Автомобиль был представлен наряду с двумя другими моделями: седаном Trumpchi Empow и концепт-каром GAC Moca.
Производство Aion Y началось 29 марта 2021 года. Также существует комплектация Aion Y Pio.

## Описание
Aion Y имеет переднеприводное шасси со стойками McPherson спереди и полузависимой задней подвеской. Предложены колеса диаметром от 17 до 19 дюймов, вся оптика светодиодная уже «в базе».
Пол в салоне электромобиля — ровный, посадка — «автобусная» с расстоянием между рядами, передние кресла можно разложить горизонтально. В базовой версии приборы — аналоговые, у остальных — дисплей с диагональю 26 сантиметров. «Телевизор» медиасистемы с диагональю 37 сантиметров имеется во всех комплектациям.
Aion Y оснащён системой автопилотирования ADAS 3.0, системой дистанционной парковки и сотовой связью 5G. Запас хода составляет 460—600 км.
Модель базируется на платформе GAC GEP 2.0.
- Aion S, вид сзади
- Интерьер

## Технические характеристики
Aion Y оснащается аккумуляторами ёмкостью 60—80 кВт⋅ч. В движение автомобиль приводится электродвигателем мощностью 184 л. с. и крутящим моментом 225 Н⋅м. Возможны и другие варианты.
| Модификация | Годы производства | Ёмкость батареи, кВт⋅ч | Привод | Мощность, кВт   | Крутящий момент, Н⋅м | Максимальная скорость, км/ч | Расход электроэнергии кВт⋅ч / 100 км |
| ----------- | ----------------- | ---------------------- | ------ | --------------- | -------------------- | --------------------------- | ------------------------------------ |
| 60          | 03/2021–11/2021   | 55                     | ПП     | 70 (95 л. с.)   | 225                  | 130                         | 13,8                                 |
| 70          | 03/2021–09/2022   | 64,0                   | ПП     | 135 (184 л. с.) | 225                  | 150                         | 13,8                                 |
| 80          | 03/2021–09/2022   | 76,8                   | ПП     | 135 (184 л. с.) | 225                  | 150                         | 13,8                                 |

## Aion Y Plus
Aion Y Plus впервые был представлен в октябре 2022 года. Plus обозначает прибавку в размерах: длина увеличена с 4410 мм до 4535 мм. Передняя подвеска — до 23 мм, а задняя — до 102 мм. Автомобиль оснащён электродвигателем мощностью 150 кВт и крутящим моментом 225 Н⋅м. Автомобиль выпускается в комплектациях Y Plus 70 Executive Edition и Plus 80 Executive Edition.
- Aion Y Plus
- Вид сзади

### Технические характеристики
| Модификация  | Годы производства | Ёмкость батареи, кВт⋅ч | Привод | Мощность, кВт   | Крутящий момент, Н⋅м | Максимальная скорость, км/ч | Расход электроэнергии кВт⋅ч / 100 км |
| ------------ | ----------------- | ---------------------- | ------ | --------------- | -------------------- | --------------------------- | ------------------------------------ |
| Plus Younger | 03/2023 –         | 51,9                   | ПП     | 100 (136 л. с.) | 176                  | 150                         |                                      |
| Plus 70      | 09/2022 –         | 64,0                   | ПП     | 150 (204 л. с.) | 225                  | 150                         | 13,8                                 |
| Plus 80      | 09/2022 –         | 76,8                   | ПП     | 150 (204 л. с.) | 225                  | 150                         | 13,8                                 |

## Hycan Z03
Hycan Z03 выпускается с октября 2021 года. Его длина составляет 4602 мм, ширина — 1900 мм, высота — 1645 мм, а колёсная база — 2750 мм. Автомобиль приводится в движение электродвигателем мощностью 135 кВт и крутящим моментом 225 Н⋅м, который питается от аккумулятора ёмкостью 64,6 и 74,8 кВт⋅ч.
- Вид спереди
- Вид сзади